# Rareș Bogdan
Rareș Bogdan MEP (nascido em 17 de setembro de 1974 em Ocna Mureș, Romênia)  é um político romeno que é membro do PNL do Parlamento Europeu pela Roménia desde 2019.